# Томас Т. Генді
То́мас Тро́й Ге́нді (англ. Thomas Troy Handy) (11 березня 1892 Спрінґ-Сіті, Теннессі — 12 квітня 1982 Сан-Антоніо, Техас) — американський військовий діяч, генерал армії (березень 1945). Головнокомандувач Європейського Командування Збройних сил США (1949 — 1952). Заступник начальника штабу армії США (1944 — 1947). Заступник головнокомандувача Об'єднаних збройних сил НАТО (1952 — 1954).

## Життєпис
Народився Томас Трой Генді 11 березня 1892 у Спрінґ-Сіті, штат Теннессі в сім'ї Томаса Ріда Генді (1849 — 1940) та Керолайн Софії Галл Генді (1856 — 1929). Закінчив Віргінський військовий інститут у 1914 році. Командну школу Генштабу в Форті-Левенворт 1927 року і Військовий коледж у 1935 році.
Томас Т. Генді почав службу в 1916 році 2-м лейтенантом в артилерії. У складі 5-го артилерійського полку брав участь у військових діях у Франції. Після закінчення 1-ї світової війни залишився в складі окупаційних військ у Німеччині, а потім був переведений у Форт-Сілла (Оклахома). У 1921 — 1925 роках інструктор Віргінського військового інституту. З 1928 року офіцер для доручень при 3-й артилерійській бригаді. У 1929 — 1931 роках служив у американському контингенті в зоні Панамського каналу, а потім до 1934 інструктором у Форті-Сілла. У 1936 — 1940 роках — співробітник Генштабу.
З 1940 року командир 78-го артилерійського батальйону у Форті-Беннінґ (Джорджія). У червні 1942 Томас Генді переведений в штаб генерела Дуайта Ейзенхауера, де очолив оперативний відділ. Брав участь у розробці військових операцій американської армії. З листопада 1944 1-й заступник начальника штабу Армії США. У серпні 1945 під час відсутності генерала Джорджа Маршалла виконував обов'язки начальника штабу. На цій посаді саме Томас Генді віддав наказ про проведення ядерних бомбардувань Хіросіми і Наґасакі. З вересня 1947 командувач 4-ю армією (зі штабом у Форт-Сем-Г'юстоні, Техас). У вересні 1949 змінив генерала Люсіуса Клея на посту начальника Європейського командування і командувача американськими військами в Австрії та Трієсті. З серпня 1952 заступник верховного головнокомандувача військами союзників у Європі.
Пішов у відставку в лютому 1954 і жив у Вашингтоні, округ Колумбія, а потім у Сан-Антоніо, штат Техас.
Томас Генді помер 12 квітня 1982 і був похований на Арлінгтонському національному цвинтарі поряд з дружиною, Алмою Гудзон Генді (1 вересня 1890 — 2 квітня 1970).